# Eaux côtières de l'Alaska du Sud-Est et de la Colombie-Britannique

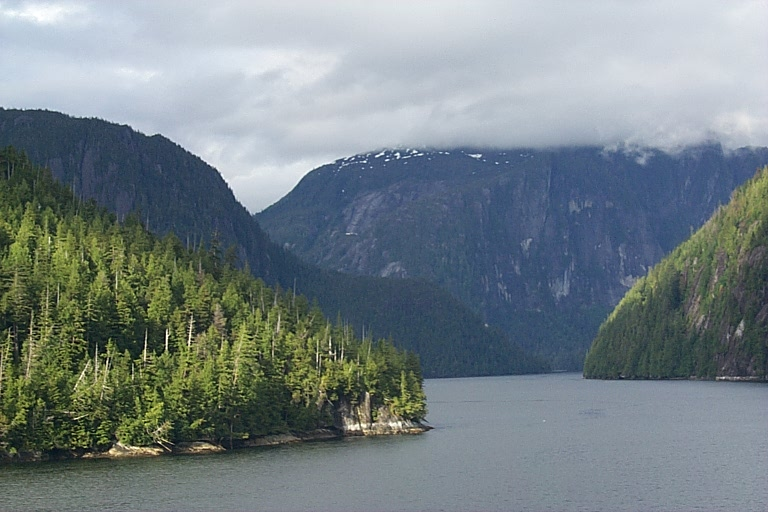
Une vue des eaux côtières, ici en Alaska

Les eaux côtières de l'Alaska du Sud-Est et de la Colombie-Britannique forment un espace maritime désigné ainsi par l'Organisation hydrographique internationale (OHI). Elles constituent une mer bordière de l'océan Pacifique.
Elles comprennent les plans d'eau situés à la lisière de l'océan Pacifique, le long de la côte de la Colombie-Britannique (Canada) et de l'Alaska du Sud-Est (États-Unis); certaines eaux du Nord-Ouest de l'État de Washington sont également incluses, notamment le Puget Sound.

## Géographie

### Situation
Ces plans d'eau incluent la mer des Salish (détroit de Juan de Fuca, le Puget Sound, détroit de Géorgie), le détroit de la Reine-Charlotte, le bassin de la Reine-Charlotte, le détroit d'Hecate, l'entrée Dixon, les détroits de Clarence, de Sumner et de Chatham, le Sitka Sound, le passage Frederick, le passage Stephens et le détroit d'Icy.
Les principales villes baignées par cet espace côtier sont : Skagway, Juneau, Wrangell, Prince Rupert, Vancouver, Victoria  et Seattle.

### Limites
L’Organisation hydrographique internationale définit  les  limites des eaux côtières de l'Alaska du Sud-Est et de la Colombie-Britannique de la façon suivante :
- Au sud-ouest.  Une ligne allant de l'extrémité nord-ouest du cap Flattery (48° 23′ 09″ N, 124° 43′ 37″ O), passant par l'île Tatoosh (48° 23′ 29″ N, 124° 44′ 07″ O) et, de là, jusqu'à l'extrêmité méridionale de la pointe Bonilla (48° 35′ 36″ N, 124° 43′ 05″ O), dans l'île de Vancouver.
- À l'ouest. Une ligne partant à l'ouest de Black Rock Point (50° 44′ 36″ N, 128° 24′ 37″ O) dans l'île de Vancouver, passant à travers les îles Scott, de telle manière que tous les détroits entre ces îles soient inclus dans les eaux côtières, de là, jusqu'au cap Saint James, l'extrémité méridionale des Haida Gwaii (51° 56′ 07″ N, 131° 00′ 54″ O), de la même façon à travers cet archipel, puis, à partir du cap Knox (54° 11′ 02″ N, 133° 05′ 01″ O) vers le nord jusqu'à l'extrêmité ouest de l'île Langara (54° 13′ 26″ N, 133° 04′ 52″ O) et Point Cornwallis (54° 42′ 11″ N, 132° 52′ 13″ O), sur la côte sud-ouest de l'île Dall, dans le groupe du Prince-de-Galles, puis le long des côtes ouest de ce groupe et des rives occidentales des îles Baranof, Kruzof, Chichagof, et Yakobi, de sorte que tous les détroits entre eux soient inclus dans les eaux côtières, et, enfin, à partir du cap Bingham (58° 05′ 56″ N, 136° 30′ 47″ O) dans l'île de Yakobi jusqu'au cap Spencer (58° 12′ 38″ N, 136° 39′ 51″ O).